# ESS Technology
ESS Technology Incorporated es un fabricante de productos multimedia para computadoras, DACs de audio y ADCs con sede en Fremont, California, y centros de I+D en Kelowna, Columbia Británica, Canadá, y Beijing, China. Fue fundada por Forrest Mozer en 1983. Robert L. Blair es el CEO y Presidente de la compañía.
Históricamente, ESS Technology fue más conocida por su línea de chips Audiodrive para tarjetas de sonido. Actualmente, son reconocidos por su línea de productos SABRE DAC y ADC.

## Historia de la compañía

### Fundación y años 80

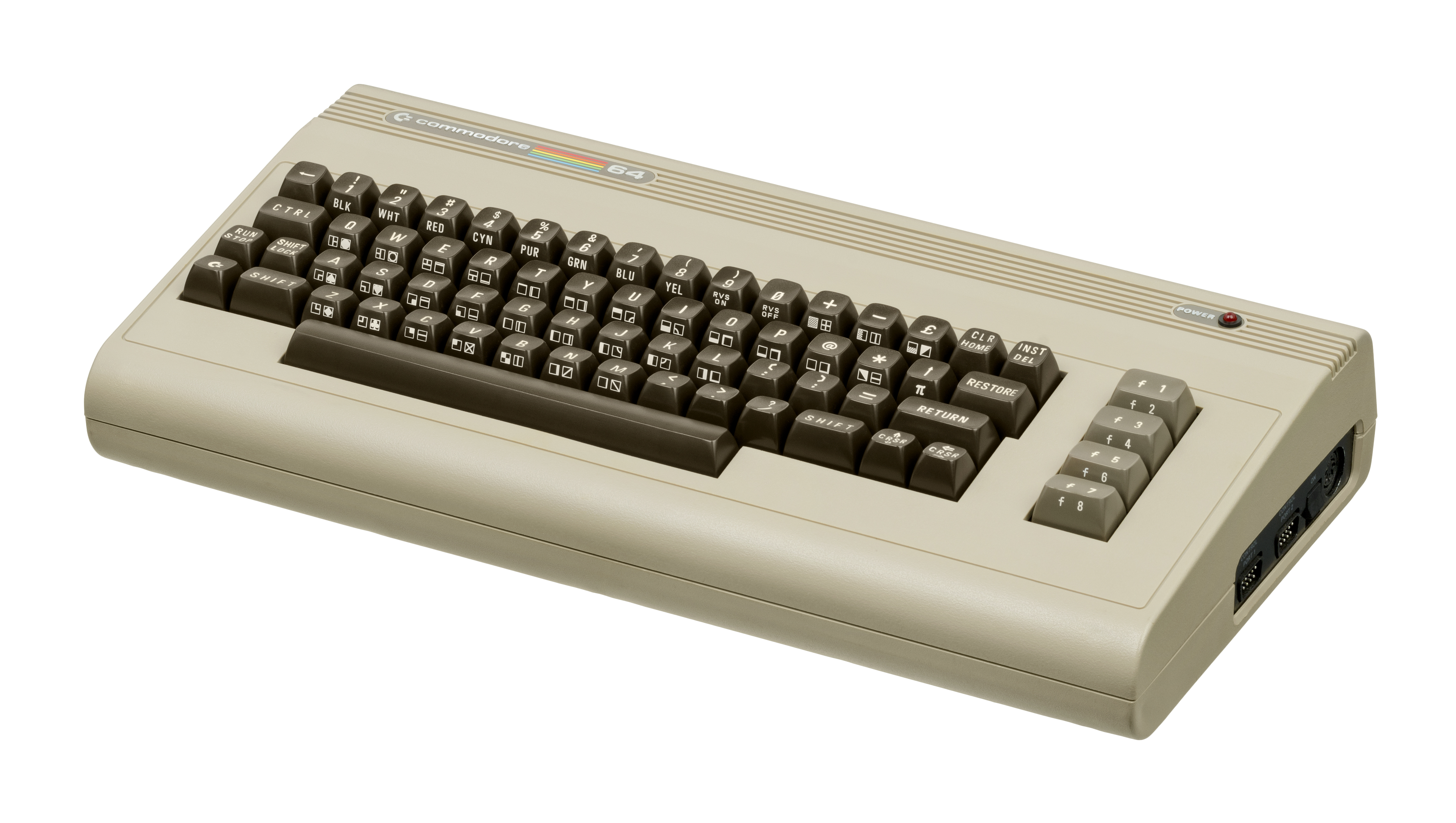
Commodore 64.

ESS Technologies fue fundada en 1983 como Electronic Speech Systems, por el profesor Forrest Mozer, un físico espacial de la Universidad de California, Berkeley, junto con Todd Mozer, hijo de Forrest Mozer, y Joe Costello, exgerente de la línea Digitalker de chips parlantes de National Semiconductor. Costello dejó la compañía poco después de su formación y fundó Cadence Designs junto a su antiguo jefe de National. Fred Chan, diseñador VLSI e ingeniero de software en Berkeley, California, se unió en 1985 y asumió la dirección de la empresa en 1986, cuando Todd Mozer se marchó para cursar estudios de posgrado. La empresa se creó, al menos en parte, como una forma de comercializar el sistema de síntesis de voz de Mozer (descrito en las patentes estadounidenses 4,214,125, 4,433,434 y 4,435,831) después de que su contrato de tres años (desde el verano de 1978 hasta el verano de 1981) con National Semiconductor expirara en torno a 1983.
Electronic Speech Systems producía síntesis de voz para, entre otras cosas, sistemas informáticos domésticos como el Commodore 64. Dentro de las limitaciones de hardware de la época, ESS utilizó la tecnología de Mozer, en forma de software, para producir voces realistas que a menudo se convertían en un estándar para los juegos correspondientes. Dos muestras de sonido populares del Commodore 64 fueron «He slimed me!!» de Ghostbusters y «Another visitor. Stay a while—stay forever!» de Elvin Atombender en el juego original Impossible Mission.

### Traslado a California y años 90
En algún momento, la compañía se trasladó de Berkeley a Fremont, California. Alrededor de esa época, la empresa fue renombrada como ESS Technology. Más tarde, en 1994, Todd Mozer se separó y fundó su propia empresa llamada Sensory Circuits Inc., más tarde conocida como Sensory, Inc., para comercializar tecnología de reconocimiento de voz.
A mediados de los años 90, ESS comenzó a trabajar en la producción de audio para PC y, posteriormente, en chips de vídeo, creando la línea Audiodrive, utilizada en cientos de productos diferentes. Los chips Audiodrive eran, al menos nominalmente, compatibles con Creative Sound Blaster Pro. Muchos de estos chips Audiodrive también presentaban sintetizadores FM compatibles con OPL3 desarrollados internamente (bajo la marca ESFM Synthesizers). Estos sintetizadores eran, en general, razonablemente fieles al chip Yamaha OPL3, lo cual era una característica importante en esa época, ya que algunas soluciones competidoras, incluidas las propias síntesis CQM de Creative presentes en las tarjetas ISA Sound Blaster compatibles, ofrecían una calidad de sonido FM inferior. Algunos Audiodrive con interfaz PCI (concretamente el ES1938 Solo-1) también proporcionaban compatibilidad con MS-DOS heredado a través de Distributed DMA y la interfaz SB-Link.

### Años 2000
En 2001, ESS adquirió una pequeña empresa de diseño en Kelowna (SAS), dirigida por Martin Mallinson, y continúa las operaciones de I+D en esa ubicación. El Centro de I+D de Kelowna desarrolló la gama de productos Sabre de DAC y ADC que se utilizan en muchos sistemas de audio y teléfonos móviles.

### Actualidad
Recientemente, los DACs ESS SABRE se han utilizado en el smartphone LG V10, con una configuración de cuatro DACs presente en su sucesor, el LG V20. Una versión ligeramente mejorada del mismo DAC en el V20, el SABRE ES9218P, se emplea en el V30 así como en el V40 ThinQ. El ESS9038Pro es su buque insignia y compite contra el AK4499EXEQ de la japonesa AKM (Asahi Kasei Microdevices) y el CS43131 de la estadounidense Cirrus Logic por una parte del mercado. ESS y AKM dominan los dispositivos de audiofilia de escritorio, incluyendo DACs externos y dispositivos integrados todo en uno (DAC/Amplificador). Mientras tanto, Cirrus Logic domina el mercado de dispositivos portátiles, siendo Apple Inc. su principal cliente, representando aproximadamente el 83% de sus ventas de chips.
Los auriculares electrostáticos de lujo Sennheiser HE 1 utilizan 8 DACs internos del SABRE ES9018.

## Fundadores

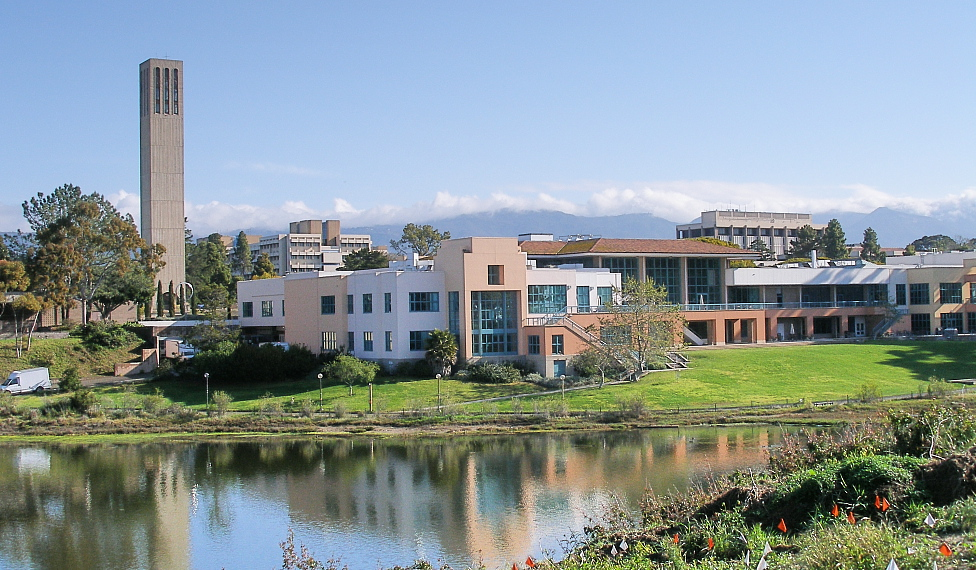
Universidad de California.

Forrest Mozer continúa con su trabajo de investigación en la Universidad de California, actualmente como Director Asociado de Ciencias Espaciales. Recibió la Medalla Hannes Alfven de la EGU en 2004 por su trabajo en la medición de campos eléctricos y plasma espacial, y también participó en la construcción del micrófono para grabar sonidos desde el Mars Lander. Es miembro de la junta directiva de Sensory, Inc.
Fred Chan ocupó varios puestos en ESS y fue CEO de Vialta, una empresa derivada de ESS centrada en internet, hasta que renunció el 18 de julio de 2007 para dedicarse a intereses filantrópicos.

## Videojuegoscon tecnología de síntesis de voz de ESS
- Fisher Price Jungle Book Reading (Apple II, 19??).
- Impossible Mission (C64, 1984).
- Ghostbusters (C64, 1984), juego sobre Los cazafantasmas.
- Cave of the Word Wizard (C64, 1984).
- Talking Teacher (C64, 1985).
- Kennedy Approach (C64, 1985).
- Desert Fox (C64, 1985), juego sobre “El Zorro del Desierto” Erwin Rommel.
- Beach Head II (C64, 1985).
- 221b Baker Street (C64, 1986), juego sobre Sherlock Holmes.
- Solo Flight (C64, 1986).
- Big Bird's Hide and Speak (NES, 1990).
- Mickey's Jigsaw Puzzles (DOS, 1991), juego de puzzles sobre Mickey Mouse.

## Productos destacados
- ES1868 AudioDrive.[4]
- Chip de sonido ES1938.
- Chip de sonido ES1869F AudioDrive.
- ES9218P SABRE: Sistema en chip de alta fidelidad; conversor digital a analógico estéreo de 32 bits para dispositivos móviles, con un amplificador de auriculares de 2 voltios.